# Himerta carinata
Himerta carinata är en stekelart som beskrevs av Leblanc 1989. Himerta carinata ingår i släktet Himerta och familjen brokparasitsteklar. Inga underarter finns listade i Catalogue of Life.